# Liste nicht mehr erhobener Steuerarten
Die Liste nicht mehr erhobener Steuerarten soll einen Überblick über alle nicht mehr zeitgemäßen und mittlerweile abgeschafften Steuern bieten. Die Liste ist und wird niemals abschließend sein können, weil die Herrschenden, die zur Steuererhebung ermächtigt waren, immer auch besonders einfallsreich in der Kreation neuer Steuerarten waren. Zu den meisten Einträgen der Liste ist ein Artikel hinterlegt, wo auch Belege auffindbar sind.
| Steuerart                                                   | Steuergegenstand                                                                                             | Steuergebiet                                                       | Geltungsdauer                                                                     | Anmerkungen |
| ----------------------------------------------------------- | --- | ------------------------------------------------------------------ | --------------------------------------------------------------------------------- | --- |
| Abortsteuer auch bekannt als: * Latrinensteuer * Urinsteuer | Benutzung öffentlicher Toiletten (Latrinen)                                                                  | Römisches Reich                                                    | zwischen 69 und 79 n. Chr. eingeführt                                             | Kaiser Vespasian, Regierungszeit 69 bis 79 n. Chr. Eine Steuer auf öffentliche Toiletten. Angeblich Reaktion auf das Murren mancher Bürger zum berühmten Ausspruch „Pecunia non olet“ (Geld stinkt nicht). |
| Bartsteuer                                                  | Tragen eines Bartes                                                                                          | Russland                                                           | 1698 eingeführt                                                                   | Zar Peter I. von Russland verbot den Männern das Tragen eines Bartes, um dem Land einen moderneren Anstrich zu geben. Gegen eine hohe Steuer konnte dieses Verbot aufgehoben werden.                       |
| Dachsteuer                                                  | Vermögensteuer auf die Größe der Dachfläche                                                                  | Österreich                                                         | 18. Jahrhundert                                                                   | Führte zur völligen Aufgabe einer Vielzahl von Burgen, die zu Ruinen wurden. |
| Fahrradsteuer                                               | Besitz eines Fahrrads, Motorrads, Kraftfahrzeugs                                                             | verschiedene europäische Länder (Frankreich, Italien, Deutschland) | eingeführt zum Ende des 19. Jahrhunderts                                          | Vorläufer der Kraftfahrzeugsteuer |
| Fenstersteuer                                               | Vermögensteuer auf die Anzahl der Fenster eines Hauses                                                       | verschiedene europäische Länder (Großbritannien, Frankreich)       | 1851 abgeschafft                                                                  | Grund für eine Vielzahl zugemauerter Fensteröffnungen |
| Glassteuer                                                  | Glas nach Gewicht                                                                                            | Großbritannien                                                     | 1746 bis 1845                                                                     | – |
| Jungfernsteuer                                              | Unverheiratete Frauen waren zahlungspflichtig                                                                | Preußen                                                            | zu Beginn des 18. Jahrhunderts                                                    | – |
| Katzensteuer                                                | Besitz von Katzen war steuerpflichtig                                                                        | einzelne Gemeinden im Deutschen Reich                              | 1894 bis nach 1918                                                                | als Pendant zur Hunde- und Pferdesteuer gedacht |
| Kopfsteuer                                                  | Alle Bürger waren zahlungspflichtig                                                                          | Vereinigtes Königreich, Städte der USA und Königreich Frankreich   | nur noch in Mountain View, aber Wiedereinführungen werden immer wieder diskutiert | oft eine Bedingung für Wahlen |
| Leuchtmittelsteuer                                          | Verkauf von Glühlampen                                                                                       | verschiedene europäische Länder                                    |                                                                                   | bis zur Erfindung der Elektrizität wurde der Verbrauch von Kerzenwachs besteuert |
| Lohnsummensteuer                                            | Beschäftigung von Arbeitnehmern                                                                              | Deutschland, Österreich, Kanada                                    | je nach Land bis 1979, 1990 oder noch andauernd                                   | negativer Beschäftigungseffekt ist unerwünscht |
| Mineralwassersteuer                                         | gewerbsmäßig abgefüllte natürliche Mineralwässer, künstliche Mineralwässer, Limonaden, bierähnliche Getränke | Deutschland, Österreich                                            | je nach Land bis 1993                                                             | Ausgleich des Haushaltsdefizits nach dem Ersten Weltkrieg |
| Papiersteuer                                                | Herstellung von Papier                                                                                       | England                                                            | 1697–1861                                                                         | – |
| Perückensteuer                                              | Tragen von Perücken                                                                                          | Preußen                                                            | 1698–1717                                                                         | Eingeführt, nachdem die Staatsfinanzen in Preußen durch den Kurfürsten Friedrich III., dem späteren König Friedrich I. von Preußen, weitgehend zerrüttet worden waren.                                     |
| Prinzessinnensteuer                                         | Steuer zur Finanzierung der Heiraten von Prinzessinnen                                                       | Deutschland                                                        | Mittelalter – 1905                                                                | Steuersumme zwischen den Fürsten und den Ständen ausgehandelt |
| Reichsfluchtsteuer                                          | Vermögenstransfer von Emigranten                                                                             | Deutschland                                                        | 1931–1953                                                                         | Höhe: 25 % des transferierten Vermögens |
| Römermonat                                                  | Kriegssteuer der Reichsstände                                                                                | Heiliges Römisches Reich                                           | 1521–1806                                                                         | abgeleitet aus der Pflicht der Reichsstände zur Heeresfolge bei der Romfahrt des Kaisers |
| Salzsteuer                                                  | Der Verbrauch und der Handel von Speisesalz                                                                  | weit verbreitete Steuer in fast allen Staaten der Welt             | in einigen Ländern bis heute                                                      | |
| Spatzensteuer                                               | Steuer zur Förderung der Beseitigung von Spatzen                                                             | verschiedene deutsche Länder (Hannover, Württemberg)               | 18. Jahrhundert                                                                   | Die Steuer wurde fällig, wenn keine toten Spatzen abgeliefert wurden |
| Speiseeissteuer                                             | Herstellung, Verkauf von Speiseeis                                                                           | Deutschland                                                        | seit 1930; in Bayern 1972 abgeschafft                                             | – |
| Spielkartensteuer                                           | Herstellung, Verkauf von Spielkarten                                                                         | verschiedene Länder                                                | Abschaffung Österreich 1955, Deutschland 1981                                     | Die Höhe richtete sich nach Anzahl und der Dicke der Blätter. So betrug die Steuer für ein Skatspiel aus Papier mit weniger als drei Lagen 30 Pfennig                                                      |
| Teesteuer                                                   | Verkauf von Tee                                                                                              | verschiedene Länder                                                | seit dem 18. Jahrhundert                                                          | als Pendant zur Kaffeesteuer konzipiert |
| Vermögensteuer                                              | jährlich auf Vermögen                                                                                        | verschiedene Länder                                                | in Deutschland 1995 abgeschafft                                                   | |
| Wechselsteuer                                               | Steuer auf gezogene Wechsel                                                                                  | Deutschland                                                        | Seit dem 1. Januar 1992 wird die Steuer nicht mehr erhoben                        | Bei der Wechselsteuer handelte es sich um eine Stempelsteuer |
| Zuckersteuer/Zuckergetränkesteuer                           | Der Verbrauch und der Handel von Zucker bzw. zuckerhaltiger Getränke                                         | „beliebte“ Steuer in fast allen Staaten der Welt                   | Zuckersteuer meist abgeschafft, Softgetränkesteuer im Aufkommen                   | |
| Zündholzsteuer                                              | Der Verbrauch von Zündwaren (Streichholz, Feuerstein, Feuerzeug)                                             | insbes. Deutschland                                                | in Deutschland 1981 abgeschafft                                                   | Deutschland: Bagatellsteuer |
| Kriegssteuern                                               | beliebig | diverse Länder                                                     | Teils mehrfach erneut eingesetzt.                                                 | Siehe auch Netzwerk Friedenssteuer, Ptolemäischer Krieg, Helvetisches Direktorium, Stillwein, Schaumweinsteuer, Riedmark                                                                                   |